# رایشلسهایم (اودنوالد)
رایشلسهایم (به آلمانی: Reichelsheim) یک منطقهٔ مسکونی در آلمان است که در اودنوالدکرایس واقع شده‌است.